# Картавцев, Евгений Эпафродитович
Евгений Эпафродитович (Епафродитович) Картавцев (Картавцов) (13 декабря 1850 — 30 декабря 1932, Париж, Франция) — экономист, управляющий Акционерным обществом Северо-Западных железных дорог, директор Крестьянского поземельного банка, автор путевых заметок (1870—1890 гг.), муж писательницы Марии Всеволодовны Крестовской

## Биография

Дом (сгорел в 1991 году). Архитектор И. А. Фомин.

В 1894 году приобрел участок земли площадью 65 га в Метсякюля в Великом княжестве Финляндском, где построил имение Мариоки, названное по имени жены.
Имение находилось в самом начале Средне-Выборгского шоссе, около 500 метров после Чёрной речки, неподалёку от бывшей финской деревни Ваммельсуу, ныне территория России, посёлок Молодёжное в составе Курортного района Санкт-Петербурга 60°11′59″ с. ш. 29°32′19″ в. д..
В дальнейшем строительством дачи и благоустройством территории распоряжалась его супруга — писательница М. В. Крестовская. Она пригласила петербургского архитектора И. А. Фомина, который построил двухэтажный деревянный особняк с высокой смотровой башней.
В кабинете Е. Э. Картавцева в Мариоках висел портрет жены работы И. Е. Репина. Портрет был написан в 1898 году и назывался «Грезы».

«Могила любви». Памятник М. В. Крестовской (утрачен). Скульптор В. В. Лишев.

По смерти жены Е. Э. Картавцев устроил конкурс на изготовление памятника на её могиле.
В 1911 году победитель конкурса — скульптор В. В. Лишев — установил на монолитной гранитной глыбе укрывающей склеп бронзовый памятник М. В. Крестовской в 1,25 натуральной величины. У подножия памятника В. В. Лишев установил также бронзовую скульптуру медвежонка — это был волшебный талисман покойной. На гранитной глыбе укрывавшей склеп была высечена надпись:
«При жизни недостаточно ценил и лелеял я тебя, дорогая Марьюшка, зато по смерти свято исполняю волю. заветы и желания твои. Твой всей душой Евгений».
Эта скульптурное надгробие получило известность, как «Могила любви».
В 1914 году рядом с могилой жены Е. Э. Картавцев также построил церковь «Всех скорбящих Радости» по проекту архитектора Фомина.
После Октябрьской революции эмигрировал во Францию. Скончался в 1932 году. Похоронен на кладбище Сент-Женевьев-де-Буа.

## Сочинения
- Обрусение землевладения в Юго-западном крае. — Киев, 1877.
- Поездка в стовратные Фивы (1889 г.) Вестник Европы — СПб., 1891.
- В Каире (1889 г.) Вестник Европы — СПб., 1891.
- Наше законодательство о народном продовольствии Вестник Европы — СПб., 1892.

## Дополнительная информация
Брат — член Петроградской судебной палаты Владимир Эпафродитович Картавцев (1854—6.01.1919, Петроград; ЦГА СПб. Ф. Р-6143. Оп.1. Д. 1364. Л. 279). О родном брате Е. Э. Картавцева Владимире Эпафродитовиче и его дочери Марии, племяннице Е. Э. Картавцева, упоминает Бруштейн А. Я. в своих книгах «В рассветный час» и «Весна» — второй и третьей частях трилогии «Дорога уходит в даль…». Там они выведены как Владимир Эпафродитович и Лидия Карцевы.[значимость факта?]